# 17286 Бізі
17286 Бізі (17286 Bisei) — астероїд головного поясу.
Тіссеранів параметр щодо Юпітера — 3,545.